# Verhî, Kamin-Kașîrskîi
Verhî (în ucraineană Верхи) este o comună în raionul Kamin-Kașîrskîi, regiunea Volînia, Ucraina, formată numai din satul de reședință.

## Demografie
Componența lingvistică a satului Verhî
     Ucraineană (99,49%)
     Alte limbi (0,51%)
Conform recensământului din 2001, majoritatea populației satului Verhî era vorbitoare de ucraineană (99,49%), existând în minoritate și vorbitori de alte limbi.